# لیمون (ترانه ان.ئی.آر.دی. و ریانا)
«لیمون» (انگلیسی: Lemon) ترانه ای از گروه موسیقی آمریکایی ان.ئی.آر.دی. برای پنجمین آلبوم استودیویی‌شان (۲۰۱۷) است. این ترانه همراه با آوازهای خواننده باربادوسی ریانا است و در ۱ نوامبر ۲۰۱۷ به عنوان تک‌آهنگ آغازین آلبوم منتشر شد. ریمیکس ترانه با همراهی دریک در ۱۷ مارس ۲۰۱۸ منتشر شد.